# Мамалига
Мамалига е традиционно молдавско, румънско и украинско национално ястие. Приготвя се от царевично брашно. Има няколко варианта на поднасяне на мамалигата. Според едни се поднася със заливка от червен пипер, олио и сирене. Може да се консумира и потопена в прясно мляко.
В България е придобила голяма популярност по време на румънската окупация на Добруджа.[източник? (Поискан днес)] В българската кухня подобно приготвяне на този еквивалент на хляба се нарича качамак. Приготвя се от царевично брашно със същата технология на сваряване на „тих“ огън до постигане на гъста консистенция. Сервира се както мамалигата с масло, сирене и червен пипер или като нарязани с конец парчета за консумация с вегетариански или други ястия.